# Reserva natural Komandorski
La reserva natural Komandorski (en ruso, Командо́рский госуда́рственный биосфе́рный запове́дник, Komandórskii gosudárstvennyi biosférnyi zapovédnik) es un zapovédnik (reserva natural) ubicada en las islas del Comandante, krai de Kamchatka, Rusia.
La superficie total de la reserva es de 3 648,679 ha (36 648 km²) de las que 2 177 398 ha (21 774 km²) son una zona de protección marina. El territorio terrestre incluye la mayor parte de la isla de Bering, toda la isla Medni, así como trece islas y rocas menores. Fue creada en 1993 para proteger los diversos ecosistemas de las islas del Comandante y las aguas marinas que la rodean del mar de Bering y el norte del océano Pacífico. 
Debido a su aislamiento y la alta productividad de la plataforma continental del mar de Bering, la reserva está marcada por una gran diversidad de vida animal. Es un refugio para más de un millón de aves marinas, varios centenares de miles de osos marinos árticos, varios miles de león marino de Steller, foca común, y foca manchada, una sana población de nutria marina, alrededor de 21 especies de ballena, dos raras especies endémicas de zorro ártico, y muchas especies de aves migratorias en peligro o amenazadas, como el cisne cantor, eider de Steller y pigargo gigante. Más aún, es una piedra pasadera biogeográficamente única entre la flora y fauna de Norteamérica y las de Asia. 
La pesca está totalmente prohibida dentro de una zona de protección de 50 km (30 millas)  que rodean la reserva. 
Se ha mencionado otro propósito adicional para la reserva, que es proteger el desarrollo ecológica y culturalmente sostenible del único asentamiento humano de las islas del Comandante, el pueblo de Nikolskoye (pop. aproximadamente 750 personas en 2007).
Este lugar ha sido propuesto a la Unesco como un lugar patrimonio de la Humanidad.